# Kwartet
Kwartet – dwuznaczne pojęcie muzyczne:
- zespół muzyczny czterech osób;
- utwór muzyczny dla takiego zespołu.

## Kwartety instrumentalne
Główne rodzaje kwartetów instrumentalnych to:
- kwartet smyczkowy – dwoje skrzypiec, altówka i wiolonczela;
- kwartet dęty – flet, obój, klarnet i fagot;
- kwartet fortepianowy – skrzypce, altówka, wiolonczela i fortepian;
- kwartet saksofonowy – saksofony: sopranowy lub altowy, altowy, tenorowy, barytonowy;
- kwartet fletowy – flet, skrzypce, altówka i wiolonczela.

Bywają też zespoły o nietypowych składach, jak Warsztat Muzyczny: puzon, klarnet, fortepian i wiolonczela.

## Kwartety a rock
Kwartet jest najczęściej spotykanym zespołem wśród grup rockowych. Najczęściej są to:
- poszerzone o wokalistę trio rockowe, czyli: gitara, gitara basowa, perkusja i śpiew. Na przykład Led Zeppelin, The Who.
- kwartet rockandrollowy – gitara prowadząca, gitara rytmiczna, gitara basowa i perkusja. Jeden lub więcej instrumentalistów także śpiewa. Na przykład The Beatles.
- kwartet gitarowy – dwie gitary prowadzące, gitara basowa i perkusja. Przykładowo Wishbone Ash oraz wiele grup z gatunku heavy metal.
- kwartet rockowy – gitara, gitara basowa, instrumenty klawiszowe i perkusja. Jeden lub więcej instrumentalistów śpiewa. Przykład: Pink Floyd.